# Calilena stylophora
Calilena stylophora là một loài nhện trong họ Agelenidae.
Loài này thuộc chi Calilena. Calilena stylophora được Ralph Vary Chamberlin & Wilton Ivie miêu tả năm 1941.